# Шепард Доулман
Шепард Доулман (26 січня 1967 , Wilseled, Брабант ) (англ. Sheperd S. Doeleman) — американський астрофізик. 
Його дослідження зосереджені на надмасивних чорних дірах з достатньою роздільною здатністю, щоб безпосередньо спостерігати горизонт подій. 
Він є старшим науковим співробітником Гарвардсько-Смітсонівського центру астрофізики та директором-засновником 

проекту телескоп горизонту подій (EHT). 

Він очолив міжнародну групу дослідників, які створили перше зображення чорної діри, яке безпосередньо спостерігалося. 

Доулман був названий журналом Time одним із 100 найвпливовіших людей 2019 року

## Ранні роки життя
Народився у Вільзелі у Бельгії в американській родині. 
Через кілька місяців сім'я повернулася до Сполучених Штатів, і він виріс у Портленді, штат Орегон. 
Пізніше його усиновив вітчим Нельсон Доулман. 

## Кар'єра та дослідження
У 1986 році він здобув ступінь бакалавра в Рід-коледжі, а потім провів рік в Антарктиді, працюючи над кількома космічними експериментами на станції Мак-Мердо. 
У 1995 році він здобув ступінь доктора філософії з астрофізики в Массачусетському технологічному інституті (MIT); його дисертація мала назву «Показ активних галактичних ядер за допомогою 3-мм-РСДБ». 
Працював в Інституті радіоастрономії Макса Планка у Бонні і повернувся до Массачусетського технологічного інституту в 1995 році, де пізніше став помічником директора обсерваторії Гейстек. 

Його дослідження були зосереджені, зокрема, на проблемах, які потребують надвисокої розв’язуючої здатності. 
Він відомий тим, що очолював групу з понад 200 дослідників у дослідницьких установах у кількох країнах, які створили перше зображення чорної діри методом апертурного синтезу. 

## Доробок
- Doeleman S.S., et al. (2008). Event-horizon-scale structure in the supermassive black hole candidate at the Galactic Centre. Nature 455: 78–80.
- Doeleman S.S., et al. (2012). Jet-Launching Structure Resolved Near the Supermassive Black Hole in M87. Science 338: 355–358.
- Doeleman S.S., et al. (2009). Detecting Flaring Structures in Sagittarius A* with High-Frequency VLBI. Astrophys.J 695: 59-74.

## Нагороди та визнання
- 2012: Грант Ґуґґенгайма[8];
- 2020: премія за важливе відкриття у фундаментальній фізиці (одна частка; премія розділена порівну між 347 науковцями EHT);
- 2020: премія Бруно Россі (спільно з EHT);
- 2021: медаль Генрі Дрейпера (спільно з Хайно Фальке);